# ウッドベリー (ミネソタ州)
ウッドベリー（Woodbury）は、アメリカ合衆国ミネソタ州のワシントン郡にある都市。人口は7万5102人（2020年）。州都セントポールの東に位置しており、ミネアポリス・セントポール都市圏に含まれる。名称は政治家リーヴァイ・ウッドベリーに由来している。

## 歴史
1862年のホームステッド法に基づいて開拓された土地である。開拓前は森だった。1世帯当り64ヘクタール（800メートル四方）の正方形の公有地が配分された。このため市域も9,600メートル四方の正方形をしている。長年、純粋な農業地域だったが、1960年頃から住宅地への転換が始まった。人口増加に伴い自治体設立の機運が高まり、住民投票を経て1967年に法人化した。現在はセントポールのベッドタウンである。

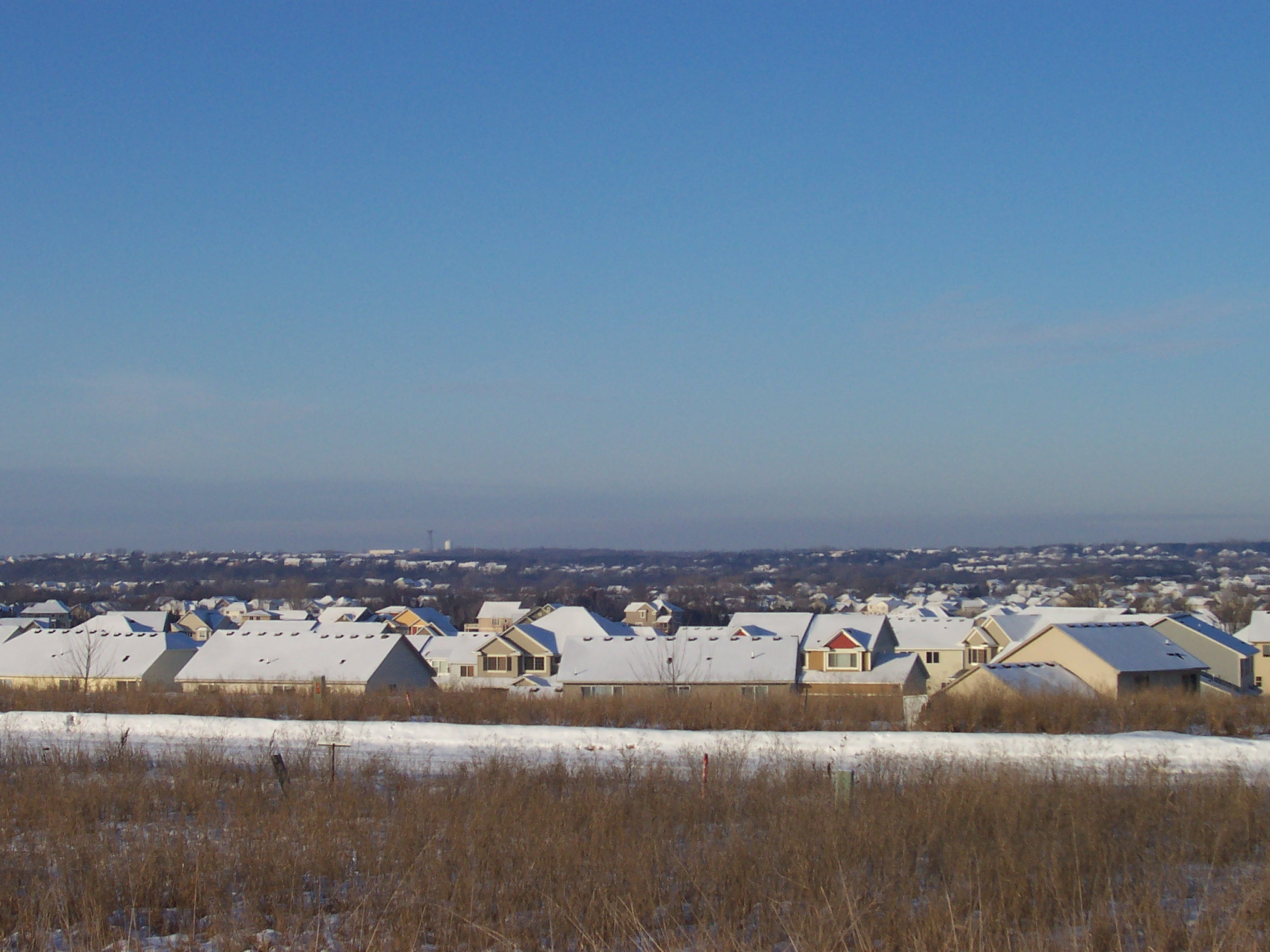
冬のウッドベリー